# Торриш-Ведраш
То́рриш-Ве́драш (порт.  Torres Vedras; ['toʁɨʃ 'vɛdɾɐʃ]) — город в Португалии, центр одноимённого муниципалитета в составе округа Лиссабон. Численность населения — 22,6 тыс. жителей (город), 72,5 тыс. жителей (муниципалитет). Входит в Центральный регион в субрегион Оэште. По старому административному делению входил в провинцию Эштремадура.
Покровителем города считается Дева Мария (порт. Maria). Праздник города — 11 ноября.

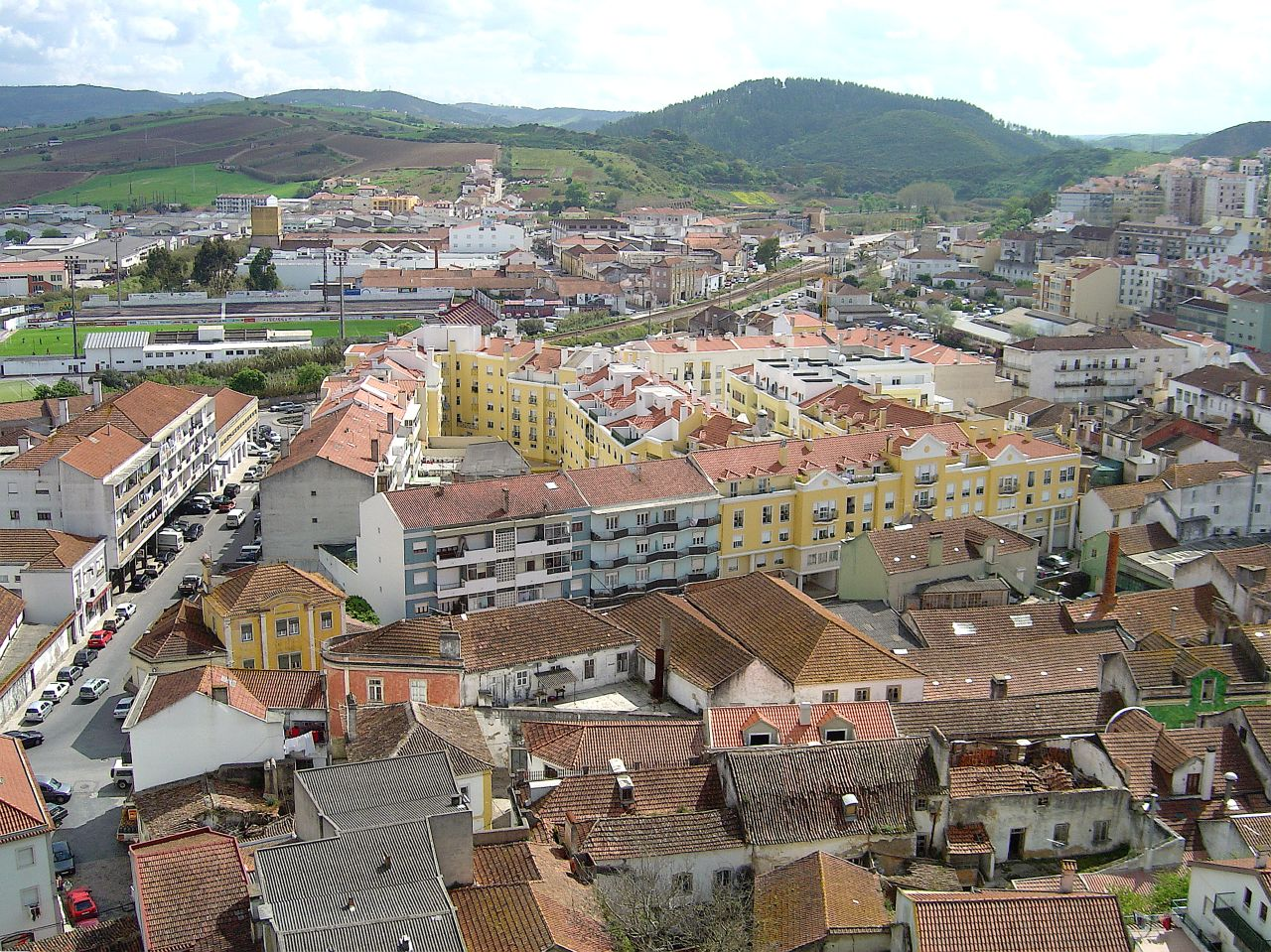
Вид на город

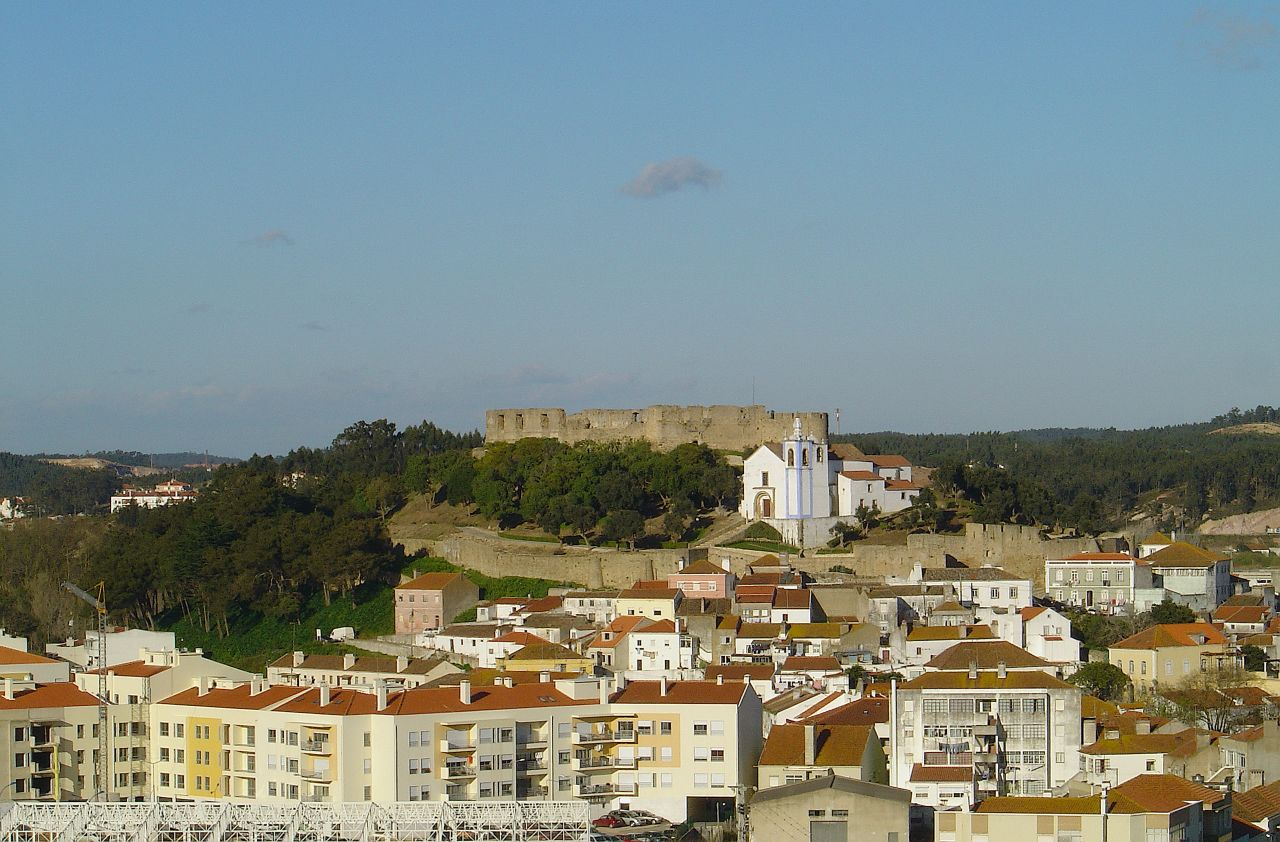
Вид на город

## Расположение
Город расположен на 49 км севернее города Лиссабон.
Муниципалитет граничит:
- на севере — муниципалитет Лориньян
- на северо-востоке — муниципалитет Кадавал
- на востоке — муниципалитет Аленкер
- на юге — муниципалитет Собрал-де-Монте-Аграсу и Мафра
- на западе — Атлантический океан

## История
Город основан в 1250 году.

## Демография
| Численность населения муниципалитета по годам | Численность населения муниципалитета по годам | Численность населения муниципалитета по годам | Численность населения муниципалитета по годам | Численность населения муниципалитета по годам | Численность населения муниципалитета по годам | Численность населения муниципалитета по годам | Численность населения муниципалитета по годам | Численность населения муниципалитета по годам |
| --------------------------------------------- | --------------------------------------------- | --------------------------------------------- | --------------------------------------------- | --------------------------------------------- | --------------------------------------------- | --------------------------------------------- | --------------------------------------------- | --------------------------------------------- |
| 1801                                          | 1849                                          | 1900                                          | 1930                                          | 1960                                          | 1981                                          | 1991                                          | 2001                                          | 2004                                          |
| 17 244                                        | 15 021                                        | 35 726                                        | 47 917                                        | 58 837                                        | 65 039                                        | 67 185                                        | 72 250                                        | 75 494                                        |

## Районы
В муниципалитет входят следующие районы:
| - А-душ-Куньядуш - Кампелуш - Кармойнш - Карвоейра - Дойш-Портуш - Фрейрия - Масейра - Матакайнш - Машиал - Монте-Редонду | - Отейру-да-Кабеса - Понте-ду-Рол - Рамальял - Руна - Санта-Мария-ду-Каштелу-и-Сан-Мигел - Силвейра - Сан-Педру-да-Кадейра - Сан-Педру-и-Сантьягу - Турсифал - Вентоза |

## Известные уроженцы
- Сузана Феликс (род. 1975) — португальская певица, автор песен, актриса и продюсер.
- Кристина Феррейра (род. 1977) — португальская телеведущая и журналистка.